# Великий уравнитель 3
«Великий уравнитель 3» (англ. The Equalizer 3) — американский боевик режиссёра Антуана Фукуа, продолжение фильма 2018 года «Великий уравнитель 2», основанного на одноимённом телесериале. Главные роли в фильме исполнили Дензел Вашингтон и Дакота Фаннинг. Сюжет следует за отставным морским пехотинцем США и бывшим офицером DIA Робертом МакКоллом. Фильм является пятым совместным проектом Вашингтона и Фукуа после «Тренировочного дня» (2001), «Великого уравнителя» (2014), «Великолепной семёрки» (2016) и «Великого уравнителя 2» (2018).
Фильм выпущен 1 сентября 2023 года компанией Sony Pictures Releasing.

## Сюжет
На уединенной винодельне на Сицилии Роберт Макколл убивает криминального авторитета Лоренцо Витале и его сообщников, чтобы получить ключ от хранилища винодельни и вернуть деньги, украденные в результате киберограбления. Когда Роберт покидает винодельню, ему стреляет в спину внук Витале. Роберт думает о самоубийстве из-за серьёзности ранения, но обнаруживает, что в его пистолете нет пуль. Затем он садится на паром, чтобы вернуться на материк. Во время поездки по побережью Амальфи Роберт останавливается и теряет сознание от шока, где его находит и спасает Джио Бонуччи, местный карабинер.
Бонуччи привозит его в отдаленный прибрежный итальянский городок Альтомонте, где его лечит провинциальный врач Энцо Арисио. Роберт знакомится с местными жителями и проникается симпатией к городу и его жителям. Роберт анонимно звонит офицеру ЦРУ Эмме Коллинз, чтобы сообщить ей о роли винодельни в незаконной торговле наркотиками, замаскированной под обычные деловые операции на Сицилии. Коллинз и другие оперативники ЦРУ прибывают на винодельню и находят миллионы наличными вместе с мешками с таблетками каптагона, спрятанными на складе, что подтверждает подозрения Роберта.
Тем временем члены Каморры преследуют и убивают жителей деревни, пытаясь вынудить их покинуть свои дома и захватить Альтомонте в целях коммерциализации. Роберт подслушивает, как Марко Куаранта, член Каморры, требует от владельца местного магазина Анджело выплат. Затем Каморра поджигает рыбный магазин Анджело на глазах у всего города. Бонуччи просматривает видеозапись взрыва и вызывает центральную полицию Италии для расследования. Позже Бонуччи вместе со своей женой и дочерью подвергается нападению со стороны Каморры и избиению за вмешательство в их операции.
Некоторое время спустя Марко требует, чтобы Бонуччи приготовил для них лодку; подслушивая их, Роберт просит их перенести свои операции в другое место. Когда Марко отказывается, Роберт убивает его и его сообщников. Глава полиции Неаполя подвергается угрозам и пыткам со стороны Винсента, брата Марко и главы Каморры, чтобы найти человека, стоящего за смертью Марко. Винсент закладывает в машину Коллинз бомбу, но она выживает после того, как Роберт её предупреждает. Позже Винсент угрожает застрелить Бонуччи на глазах у всего города, если Роберт не раскроет свою личность, что он и делает. Едва Винсент собирается убить Макколла, как граждане начинают снимать на телефоны происходящее, в результате чего Винсент и остальная часть Каморры отступают с планами нанести ответный удар на следующий день.
Позже той же ночью Роберт проникает в дом Винсента и убивает его телохранителей. Затем Роберт заставляет Винсента принять смертельную дозу собственных наркотиков. Через Коллинз Роберт возвращает деньги, которые он взял на винодельне, в пенсионный фонд пожилой пары. Вернувшись в Лэнгли, штат Вирджиния, Коллинз получает повышение за свою роль в прекращении торговли наркотиками в Альтомонте. По фото на рабочем столе Эммы выясняется, что она дочь Брайана и Сьюзан Пламмер.
После смерти братьев Куаранта Роберт вместе с местными жителями празднует победу местной команды в футбольном турнире.

## В ролях
- Дензел Вашингтон — Роберт МакКолл
- Дакота Фаннинг — Эмма Коллинз
- Эудженио Мастрандреа — Джио Бонуччи
- Дэвид Денман — Фрэнк Конрой
- Гайя Скоделларо — Амина
- Ремо Джироне — Энцо Аризио
- Андреа Скардуцио — Винсент Кваранта
- Андреа Додеро — Марко Кваранта
- Даниэль Перроне — Анджело
- Соня Бен Аммар — Кьяра Бонуччи
- Бруно Билотта — Лоренцо Витале
- Сальваторе Руокко — Сальваторе

## Производство

### Разработка
В августе 2018 года Антуан Фукуа объявил о своих планах продолжить серию фильмов. Режиссёр выразил интерес к сюжету, разворачивающемуся в международном масштабе.
К январю 2022 года было официально подтверждено, что третий фильм находится в разработке, и Дензел Вашингтон вернулся в главной роли. В июне 2022 года было объявлено, что Дакота Фаннинг также получила роль. К ноябрю 2022 года к актёрскому составу добавились Соня Бен Аммар, Андреа Додеро, Ремо Джироне, Эудженио Мастрандреа, Даниэле Перроне, Андреа Скардуцио и Гайя Скоделларо.

### Съёмки
Основные съёмки начались 10 октября 2022 года на побережье Амальфи в Италии. Съемки продолжались в регионе до 20 ноября, после чего в начале декабря они переместились в Неаполь, а в январе 2023 года производство было завершено в Риме. Фукуа снова занял режиссёрское кресло, а Вашингтон объявил, что это будет его следующий фильм.

## Релиз
Выход фильма состоялся 1 сентября 2023 года компанией Sony Pictures Releasing.